# Anoxynops aurifrons
Anoxynops aurifrons là một loài ruồi trong họ Tachinidae.